# ウィリー・カルフーン
ウィリー・ショーン・ラモント・カルフーン（Willie Shawn Lamont Calhoun, 1994年11月4日 - ）は、 アメリカ合衆国カリフォルニア州ヴァレーホ出身のプロ野球選手（外野手）。リーガ・メヒカーナ・デ・ベイスボル（メキシカンリーグ）のキンタナロー・タイガース所属。右投左打。

## 経歴

### プロ入り前
2013年のMLBドラフト17巡目（全体518位）でタンパベイ・レイズから指名されたが、契約せずにヤバパイ短期大学へ進学した。

### プロ入りとドジャース傘下時代

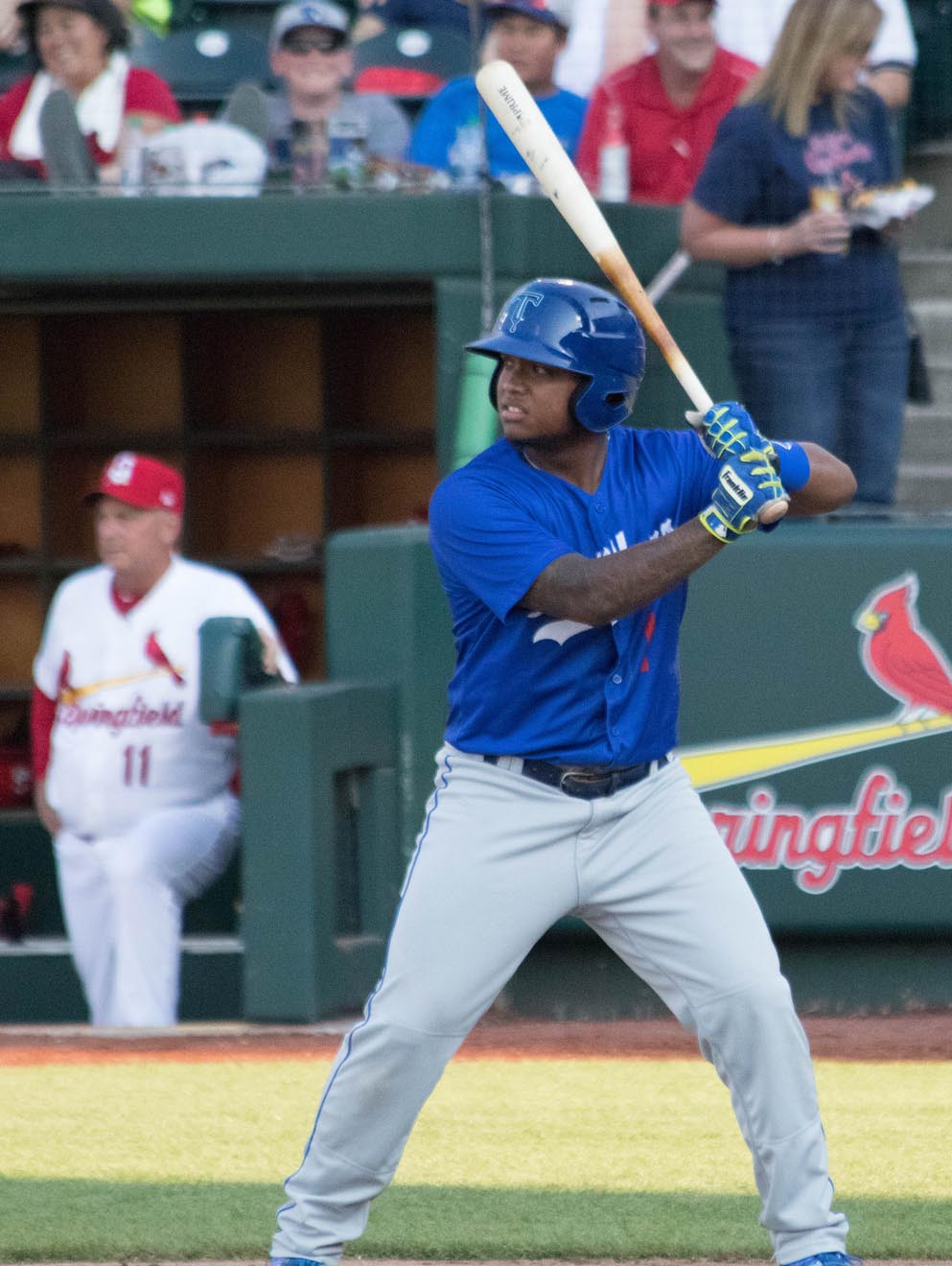
AA級タルサ時代
（2016年6月17日）

アリゾナ大学在学時の2015年、MLBドラフト4巡目（全体132位）でロサンゼルス・ドジャースから指名され、プロ入り。契約後、傘下のパイオニアリーグのルーキー級オグデン・ラプターズでプロデビュー。A級グレートレイクス・ルーンズとA+級ランチョクカモンガ・クエークスでもプレーし、3球団合計で73試合に出場して打率.316、11本塁打、48打点、2盗塁の成績を残した。
2016年はAA級タルサ・ドリラーズでプレーし、132試合に出場して打率.254、27本塁打、88打点の成績を残した。また、7月にはオールスター・フューチャーズゲームに選出された。オフにはアリゾナ・フォールリーグに参加し、グレンデール・デザートドッグスに所属した。
2017年はAAA級オクラホマシティ・ドジャースでプレーした。

### レンジャーズ時代
2017年7月31日にダルビッシュ有とのトレードで、A.J.アレクシー、ブレンドン・デービスと共にテキサス・レンジャーズへ移籍した。移籍後は傘下のAAA級ラウンドロック・エクスプレスでプレーし、移籍前を含めて3球団合計で128試合に出場して打率.300、31本塁打、93打点、4盗塁の成績を残した。9月12日にメジャー契約を結んでアクティブ・ロースター入りし、同日のシアトル・マリナーズ戦にて「7番・左翼手」で先発出場してメジャーデビュー（結果は4打数無安打）。この年メジャーでは13試合に出場して打率.265、1本塁打、4打点の成績を残した。
2019年は83試合に出場し、打率.269、初の2ケタ本塁打となる21本塁打、48打点を記録した。
2020年はスプリングトレーニングでのロサンゼルス・ドジャースとの試合中に、フリオ・ウリアスの95マイル（≒153km/h）の速球が顎を直撃して骨折。7月25日の開幕2試合目には復帰を果たしたが、怪我の影響もあり、29試合に出場して打率.190、1本塁打、13打点という成績に終わった。
2021年は75試合に出場し、打率.250、6本塁打、25打点を記録した。
2022年は後述の移籍まで18試合に出場し、打率.136、1本塁打、2打点という成績だった。

### ジャイアンツ時代
2022年6月23日にスティーブン・ダガーとのトレードでサンフランシスコ・ジャイアンツへ移籍した。9月12日にメジャーに昇格して4試合に出場したが8打数1安打に終わり、18日にDFAとなり、マイナー契約で残留したものの、オフの10月12日にFAとなった。

### ヤンキース時代
2023年1月12日にニューヨーク・ヤンキースとマイナー契約を結んだ。開幕は傘下AAA級スクラントン・ウィルクスバリ・レイルライダースで迎えたが、4月8日にアクティブ・ロースター入りした。7月28日にDFAとなり、8月1日にFAとなった。

### エンゼルス時代
2023年12月6日にロサンゼルス・エンゼルスとマイナー契約を結んだ。2024年5月1日にメジャー契約を結んでアクティブロースター入りした。8月16日にジャック・ロペスの昇格に伴ってDFAとなり、翌日にマイナー降格。レギュラーシーズン終了後の10月1日にFAとなった。この年は68試合に出場して打率.245、5本塁打、20打点を記録した。また、同年のオフにはウィンターリーグに参加。当初はメキシコのナランヘロス・デ・エルモシージョに所属していたが、12月10日にプエルトリコのカングレヘーロス・デ・サントゥルセに移籍した。

### メキシカンリーグ時代
2025年3月11日、前サンディエゴ・パドレスのカール・エドワーズ・ジュニアと共にリーガ・メヒカーナ・デ・ベイスボル（メキシカンリーグ）のキンタナロー・タイガースと契約を結んだ。

## 選手としての特徴
小柄だが、マイナーで2016年には27本塁打、2017年には31本塁打を放ったパワーが魅力。本来は二塁手だったが、2017年のレンジャーズ移籍後より外野手がメインとなった。

## 詳細情報

### 年度別打撃成績
| 年 度    | 球 団    | 試 合 | 打 席 | 打 数 | 得 点 | 安 打 | 二 塁 打 | 三 塁 打 | 本 塁 打 | 塁 打 | 打 点 | 盗 塁 | 盗 塁 死 | 犠 打 | 犠 飛 | 四 球 | 敬 遠 | 死 球 | 三 振 | 併 殺 打 | 打 率 | 出 塁 率 | 長 打 率 | O P S |
| -------- | -------- | ----- | ----- | ----- | ----- | ----- | -------- | -------- | -------- | ----- | ----- | ----- | -------- | ----- | ----- | ----- | ----- | ----- | ----- | -------- | ----- | -------- | -------- | ----- |
| 2017     | TEX      | 13    | 37    | 34    | 3     | 9     | 0        | 0        | 1        | 12    | 4     | 0     | 0        | 0     | 0     | 2     | 0     | 1     | 7     | 0        | .265  | .324     | .353     | .677  |
| 2018     | TEX      | 35    | 108   | 99    | 8     | 22    | 5        | 0        | 2        | 33    | 11    | 0     | 0        | 0     | 2     | 6     | 0     | 1     | 24    | 2        | .222  | .269     | .333     | .602  |
| 2019     | TEX      | 83    | 337   | 309   | 51    | 83    | 14       | 1        | 21       | 162   | 48    | 0     | 0        | 0     | 2     | 23    | 0     | 3     | 53    | 5        | .269  | .323     | .524     | .847  |
| 2020     | TEX      | 29    | 108   | 100   | 3     | 19    | 2        | 1        | 1        | 26    | 13    | 0     | 0        | 0     | 2     | 5     | 0     | 1     | 17    | 1        | .190  | .231     | .260     | .491  |
| 2021     | TEX      | 75    | 284   | 260   | 26    | 65    | 10       | 3        | 6        | 99    | 25    | 0     | 2        | 0     | 1     | 21    | 0     | 2     | 34    | 6        | .250  | .310     | .381     | .691  |
| 2022     | TEX      | 18    | 53    | 44    | 7     | 6     | 3        | 0        | 1        | 12    | 2     | 0     | 0        | 0     | 0     | 8     | 0     | 1     | 6     | 1        | .136  | .283     | .273     | .556  |
| 2022     | SF       | 4     | 9     | 8     | 0     | 1     | 0        | 0        | 0        | 1     | 1     | 0     | 0        | 0     | 0     | 1     | 0     | 0     | 2     | 1        | .125  | .222     | .125     | .347  |
| '22計    | SF       | 22    | 62    | 52    | 7     | 7     | 3        | 0        | 1        | 13    | 3     | 0     | 0        | 0     | 0     | 9     | 0     | 1     | 8     | 2        | .135  | .274     | .250     | .524  |
| 2023     | NYY      | 44    | 149   | 134   | 16    | 32    | 7        | 0        | 5        | 54    | 16    | 0     | 0        | 0     | 1     | 14    | 1     | 0     | 20    | 2        | .239  | .309     | .403     | .712  |
| 2024     | LAA      | 68    | 254   | 229   | 26    | 56    | 16       | 0        | 5        | 87    | 20    | 0     | 1        | 0     | 1     | 23    | 1     | 1     | 31    | 5        | .245  | .315     | .380     | .695  |
| MLB：7年 | MLB：7年 | 369   | 1339  | 1217  | 140   | 293   | 57       | 5        | 42       | 486   | 140   | 0     | 3        | 0     | 9     | 103   | 2     | 10    | 194   | 23       | .241  | .303     | .399     | .702  |

- 2024年度シーズン終了時

### 年度別守備成績
| 年 度 | 球 団 | 左翼（LF） | 左翼（LF） | 左翼（LF） | 左翼（LF） | 左翼（LF） | 左翼（LF） |
| 年 度 | 球 団 | 試 合      | 刺 殺      | 補 殺      | 失 策      | 併 殺      | 守 備 率   |
| ----- | ----- | ---------- | ---------- | ---------- | ---------- | ---------- | ---------- |
| 2017  | TEX   | 11         | 11         | 1          | 1          | 0          | .923       |
| 2018  | TEX   | 27         | 37         | 1          | 2          | 0          | .950       |
| 2019  | TEX   | 71         | 113        | 2          | 1          | 0          | .991       |
| 2020  | TEX   | 8          | 11         | 0          | 0          | 0          | 1.000      |
| 2021  | TEX   | 41         | 51         | 1          | 0          | 1          | 1.000      |
| 2022  | TEX   | 5          | 5          | 0          | 0          | 0          | 1.000      |
| MLB   | MLB   | 163        | 228        | 5          | 4          | 1          | .983       |

- 2022年度シーズン終了時

### 記録
MiLB
- オールスター・フューチャーズゲーム選出：1回（2016年）

### 背番号
- 55（2017年）
- 5（2018年 - 2021年、2024年）
- 4（2022年 - 同年途中）
- 2（2022年途中 - 同年終了）
- 24（2023年）